# Frits Nordahl Grove
Peter Frederik "Frits" Nordahl Grove (12. november 1822 i København – 31. juli 1885 sammesteds) var en dansk landskabsmaler og litograf, sønnesøn af Carl Frederik Grove.
Nordahl Grove gik på Det Kongelige Danske Kunstakademi 1840-42, og han begyndte snart at udstille sine landskabsmalerier. Han fik stor succes med dette, men var alligevel ikke sikker på, om han kunne leve heraf, så han lærte sig litografien, der var en relativt ny teknik. Han arbejdede i den forbindelse for det litografiske institut I.W. Tegner & Kittendorff på blandt andet det store værk Prospecter af danske Herregaarde. Han er begravet på Holmens Kirkegård.